# Тим (Курська область)
Тим (рос. Тим) — робітниче селище в Тимському районі Курської області Російської Федерації.
Населення становить 3070 осіб. Входить до складу муніципального утворення селище Тим.

## Історія
Населений пункт розташований на території українського етнічного та культурного краю Східна Слобожанщина.
Від 2004 року входить до складу муніципального утворення селище Тим.

## Населення
| 1897  | 1923  | 1939  | 1959  | 1970  | 1979  | 1989  |
| ----- | ----- | ----- | ----- | ----- | ----- | ----- |
| 7377  | ↘3031 | ↘2161 | ↗2166 | ↗2950 | ↗3658 | ↗4104 |
| 2002  | 2009  | 2010  | 2012  | 2013  | 2014  | 2015  |
| ↘3758 | ↘3498 | ↘3186 | ↗3204 | ↘3159 | ↘3113 | ↘3059 |
| 2016  | 2017  | 2018  | 2019  | 2020  | 2021  |       |
| ↘3013 | ↘3003 | ↘2974 | ↘2919 | ↘2867 | ↗3070 |       |